# 3000-Meter-Lauf
Der 3000-Meter-Lauf ist eine Laufdisziplin der Leichtathletik. Sie wurde von den Frauen von 1984 bis 1992 bei den Olympischen Spielen sowie von 1980 bis 1993 bei den Weltmeisterschaften gelaufen. Danach löste der 5000-Meter-Lauf diese Disziplin ab.
In der Halle wird der 3000-Meter-Lauf von Männern und Frauen gelaufen und ist dort die längste Meisterschaftsdistanz. Auch bei vielen Freiluftmeetings wird die Distanz immer noch gelaufen.
Die schnellsten Männer erreichen Zeiten um 7:25 Minuten, die schnellsten Frauen erreichen Zeiten um 8:20 Minuten. Die um 1993 von Chinesinnen erzielten Zeiten wie der Weltrekord sind stark umstritten, da sie unter dubiosen Umständen durch ein Team des Trainers Ma Junren erzielt wurden, später nicht wiederholt werden konnten und mehreren Läuferinnen später Doping nachgewiesen werden konnte.

## Statistik

### Medaillengewinnerinnen der Olympischen Spiele
| Jahr | Goldmedaille                 | Silbermedaille               | Bronzemedaille  |
| ---- | ---------------------------- | ---------------------------- | --------------- |
| 1984 | Maricica Puică               | Wendy Sly                    | Lynn Williams   |
| 1988 | Tetjana Samolenko-Dorowskych | Paula Ivan                   | Yvonne Murray   |
| 1992 | Jelena Romanowa              | Tetjana Samolenko-Dorowskych | Angela Chalmers |

### Medaillengewinnerinnen der Weltmeisterschaften
| Jahr | Goldmedaille                 | Silbermedaille  | Bronzemedaille     |
| ---- | ---------------------------- | --------------- | ------------------ |
| 1980 | Birgit Friedmann             | Karoline Nemetz | Ingrid Christensen |
| 1983 | Mary Decker                  | Brigitte Kraus  | Tatjana Kasankina  |
| 1987 | Tetjana Samolenko-Dorowskych | Maricica Puică  | Ulrike Bruns       |
| 1991 | Tetjana Samolenko-Dorowskych | Jelena Romanowa | Susan Sirma        |
| 1993 | Qu Yunxia                    | Zhang Linli     | Zhang Lirong       |

### Weltrekordentwicklung
| Zeit (min) | Name               | Land | Datum              | Ort         |
| ---------- | ------------------ | ---- | ------------------ | ----------- |
| 8:36,8     | Hannes Kolehmainen | FIN  | 12. Juli 1912      | Stockholm   |
| 8:33,2     | John Zander        | SWE  | 7. August 1918     | Stockholm   |
| 8:28,6     | Paavo Nurmi        | FIN  | 27. August 1922    | Turku       |
| 8:27,6     | Edvin Wide         | SWE  | 7. Juni 1925       | Halmstad    |
| 8:25,4     | Paavo Nurmi        | FIN  | 24. Mai 1926       | Berlin      |
| 8:20,4     | Paavo Nurmi        | FIN  | 13. Juli 1926      | Stockholm   |
| 8:18,8     | Janusz Kusociński  | POL  | 19. Juni 1932      | Antwerpen   |
| 8:18,4     | Henry Nielsen      | DNK  | 24. Juli 1934      | Stockholm   |
| 8:14,8     | Gunnar Höckert     | FIN  | 16. September 1936 | Stockholm   |
| 8:09,0     | Henry Kälarne      | SWE  | 14. August 1940    | Stockholm   |
| 8:01,2     | Gunder Hägg        | SWE  | 28. August 1942    | Stockholm   |
| 7:58,8     | Gaston Reiff       | BEL  | 12. August 1949    | Gävle       |
| 7:55,6     | Sándor Iharos      | HUN  | 14. Mai 1955       | Budapest    |
| 7:55,6     | Gordon Pirie       | GBR  | 22. Juni 1956      | Trondheim   |
| 7:52,8     | Gordon Pirie       | GBR  | 4. September 1956  | Malmö       |
| 7:49,2     | Michel Jazy        | FRA  | 27. Juni 1962      | Saint-Maur  |
| 7:49,0     | Michel Jazy        | FRA  | 23. Juni 1965      | Melun       |
| 7:46,0     | Siegfried Herrmann | DDR  | 5. August 1965     | Erfurt      |
| 7:39,6     | Kipchoge Keino     | KEN  | 27. August 1965    | Helsingborg |
| 7:37,6     | Emil Puttemans     | BEL  | 14. September 1972 | Aarhus      |
| 7:35,2     | Brendan Foster     | GBR  | 3. August 1974     | Gateshead   |
| 7:32,1     | Henry Rono         | KEN  | 27. Juni 1978      | Oslo        |
| 7:29,45    | Saïd Aouita        | MAR  | 20. August 1989    | Köln        |
| 7:28,96    | Moses Kiptanui     | KEN  | 16. August 1992    | Köln        |
| 7:25,11    | Noureddine Morceli | ALG  | 2. August 1994     | Monte Carlo |
| 7:20,67    | Daniel Komen       | KEN  | 1. September 1996  | Rieti       |
| 7:17,55    | Jakob Ingebrigtsen | NOR  | 25. August 2024    | Chorzow     |

### Weltbestenliste

#### Männer
Alle Läufer mit einer Zeit von 7:29,92 min oder schneller (Letzte Veränderung: 18. Mai 2025)
1. 7:17,55 min  Jakob Ingebrigtsen, Chorzow, 25. August 2024
2. 7:20,67 min  Daniel Komen, Rieti, 1. September 1996
3. 7:21,28 min  Berihu Aregawi, Chorzow, 25. August 2024
4. 7:22,91 min  Grant Fisher, New York City, 8. Februar 2025 (Hallenweltrekord)
5. 7:23,09 min  Hicham El Guerrouj, Brüssel, 3. September 1999
6. 7:23,14 min  Cole Hocker, New York City, 8. Februar 2025
7. 7:23,64 min  Yomif Kejelcha, Eugene, 17. September 2023
8. 7:23,81 min  Lamecha Girma, Lievin, 15. Februar 2023
9. 7:24,68 min  Mohamed Katir, Lievin, 15. Februar 2023 (Halleneuroparekord)
10. 7:24,98 min  Getnet Wale, Lievin, 9. Februar 2021
11. 7:25,02 min  Ali Saïdi-Sief, Monaco, 18. August 2000
12. 7:25,09 min  Haile Gebrselassie, Brüssel, 28. August 1998
13. 7:25,11 min  Noureddine Morceli, Monaco, 2. August 1994
14. 7:25,48 min  Telahun Haile Bekele, Eugene (Oregon), 17. September 2023
15. 7:25,79 min  Kenenisa Bekele, Stockholm, 7. August 2007
16. 7:25,82 min  Selemon Barega, Toruń, 6. Februar 2024
17. 7:25,93 min  Thierry Ndikumwenayo, Monaco, 10. August 2022
18. 7:26,62 min  Mohammed Mourhit, Monaco, 18. August 2000
19. 7:26,64 min  Jacob Kiplimo, Rom, 17. September 2020
20. 7:27,18 min  Moses Kiptanui, Monaco, 25. Juli 1995
21. 7:27,26 min  Yenew Alamirew, Doha, 6. Mai 2011
22. 7:27,55 min  Edwin Cheruiyot Soi, Doha, 6. Mai 2011
23. 7:27,59 min  Luke Kipkosgei, Monaco, 8. August 1998
24. 7:27,66 min  Eliud Kipchoge, Doha, 6. Mai 2011
25. 7:27,68 min  Dominic Lobalu, London, 20. Juli 2024 (Schweizer Rekord)
26. 7:27,75 min  Tom Nyariki, Monaco, 10. August 1996
27. 7:27,92 min  George Mills, Val-de-Reuil, 2. Februar 2025
28. 7:28,00 min  Augustine Kiprono Choge, Stuttgart, 5. Februar 2011
29. 7:28,02 min  Stewart McSweyn, Rom, 17. September 2020
30. 7:28,24 min  Yared Nuguse, Boston, 27. Januar 2023
31. 7:28,28 min  James Kwalia, Brüssel, 3. September 2004
32. 7:28,41 min  Paul Bitok, Monaco, 10. August 1996
33. 7:28,45 min  Assefa Mezgebu, Monaco, 8. August 1998
34. 7:28,53 min  Edwin Kurgat, London, 20. Juli 2024
35. 7:28,67 min  Benjamin Limo, Monaco, 4. August 1999
36. 7:28,70 min  Paul Tergat, Monaco, 10. August 1996
37. 7:28,70 min  Tariku Bekele, Rieti, 29. August 2010
38. 7:28,72 min  Isaac Kiprono Songok, Rieti, 27. August 2006
39. 7:28,73 min  Ronald Kwemoi, Doha, 5. Mai 2017
40. 7:28,83 min  Jacob Krop, Paris, 7. Juli 2024
41. 7:28,93 min  Salah Hissou, 4. August 1999
42. 7:28,94 min  Brahim Lahlafi, Monaco, 4. August 1999
43. 7:29,00 min  Bernard Lagat, Rieti, 29. August 2010
44. 7:29,09 min  John Kemboi Kibowen, Oslo, 9. Juli 1998
45. 7:29,34 min  Isaac Viciosa, Oslo, 9. Juli 1998
46. 7:29,43 min  Luis Grijalva, Eugene, 17. September 2023
47. 7:29,45 min  Saïd Aouita, Köln, 20. August 1989
48. 7:29,49 min  Niels Laros, Liévin, 13. Februar 2025
49. 7:29,72 min  Graham Blanks, Boston, 2. März 2025
50. 7:29,92 min  Sileshi Sihine, Rieti, 28. August 2005

- deutscher Rekord: Dieter Baumann – 7:30,50 min am 8. August 1998 in Monaco
- österreichischer Rekord: Dietmar Millonig – 7:43,66 min am 15. August 1980 in Lausanne

#### Frauen
Alle Läuferinnen mit einer Zeit 8:25,92 min oder schneller (Letzte Veränderung: 16. August 2025)
1. 8:06,11 min  Wang Junxia, Peking, 13. September 1993
2. 8:07,03 min  Faith Kipyegon, Chorzów, 16. August 2025
3. 8:11,56 min  Beatrice Chebet, Rabat, 25. Mai 2025
4. 8:12,18 min  Qu Yunxia, Peking, 13. September 1993
5. 8:16,50 min  Zhang Linli, Peking, 13. September 1993
6. 8:16,60 min  Genzebe Dibaba, Stockholm, 6. Februar 2014 (Hallenweltrekord)
7. 8:16,69 min  Gudaf Tsegay, Birmingham, 25. Februar 2023
8. 8:18,49 min  Sifan Hassan, Stanford, 30. Juni 2019 (Europarekord)
9. 8:19,08 min  Francine Niyonsaba, Paris, 28. August 2021
10. 8:19,52 min  Ejgayehu Taye, Paris, 28. August 2021
11. 8:19,78 min  Ma Liyan, Peking, 12. September 1993
12. 8:19,98 min  Freweyni Hailu, Liévin, 13. Februar 2025
13. 8:20,07 min  Konstanze Klosterhalfen, Stanford, 30. Juni 2019 (deutscher Rekord)
14. 8:20,27 min  Letesenbet Gidey, Stanford, 30. Juni 2019
15. 8:20,68 min  Hellen Obiri, Doha, 9. Mai 2014
16. 8:20,87 min  Elle Purrier St. Pierre, Glasgow, 2. März 2024
17. 8:21,14 min  Mercy Cherono, Doha, 9. Mai 2014
18. 8:21,42 min  Gabriela Szabo, Monaco, 19. Juli 2002
19. 8:21,50 min  Diribe Welteji, Lausanne, 22. August 2024
20. 8:21,53 min  Margaret Chelimo Kipkemboi, Paris, 28. August 2021
21. 8:21,64 min  Sonia O’Sullivan, London, 15. Juli 1994
22. 8:21,84 min  Zhang Lirong, Peking, 13. September 1993
23. 8:22,20 min  Paula Radcliffe, Monaco, 19. Juli 2002
24. 8:22,22 min  Almaz Ayana, Rabat, 14. Juni 2015
25. 8:22,62 min  Tatjana Kasankina, Leningrad, 26. August 1984
26. 8:22,68 min  Beatrice Chepkoech, Glasgow, 2. März 2024
27. 8:22,72 min  Hirut Meshesha, Miramar, 4. Mai 2025
28. 8:22,92 min  Agnes Jebet Tirop, Doha, 25. September 2020
29. 8:23,08 min  Medina Eisa, Miramar, 4. Mai 2025
30. 8:23,14 min  Agnes Jebet Ngetich, Miramar, 4. Mai 2025
31. 8:23,23 min  Edith Masai, Monaco, 19. Juli 2002
32. 8:23,24 min  Dawit Seyaum, Lievin, 17. Februar 2022
33. 8:23,26 min  Olga Jegorowa, Zürich, 17. August 2001
34. 8:23,72 min  Meseret Defar, Stuttgart, 3. Februar 2007
35. 8:23,74 min  Meselech Melkamu, Stuttgart, 3. Februar 2007
36. 8:24,39 min  Jessica Hull, Glasgow, 2. März 2024
37. 8:24,40 min  Tsigie Gebreselama, Lausanne, 22. August 2024
38. 8:24,41 min  Viola Jelagat Kibiwot, Doha, 9. Mai 2014
39. 8:25,05 min  Alicia Monson, New York, 11. Februar 2023
40. 8:25,10 min  Elise Cranny, Lausanne, 22. August 2024
41. 8:25,13 min  Hyvin Kiyeng, Doha, 25. September 2020
42. 8:25,27 min  Sentayehu Ejigu, Stuttgart, 6. Februar 2010
43. 8:25,37 min  Birke Haylom, Liévin, 13. Februar 2025
44. 8:25,40 min  Jelena Sadoroschnaja, Rom, 29. Juni 2001
45. 8:25,56 min  Tatjana Tomaschowa, Rom, 29. Juni 2001
46. 8:25,62 min  Berhane Adere, Zürich, 17. August 2001
47. 8:25,70 min  Karissa Schweizer, Boston, 27. Februar 2020
48. 8:25,83 min  Mary Slaney, Rom, 7. September 1985
49. 8:25,90 min  Lilian Kasait Rengeruk, Oslo, 15. Juni 2023
50. 8:25,92 min  Gelete Burka, Stockholm, 25. Juli 2006

- Schweizer Rekord: Anita Weyermann – 8:35,83 min am 7. Juli 1999 in Rom
- österreichischer Rekord: Susanne Pumper – 8:47,04 min am 8. August 2000 in Linz